# Tosh Van Der Sande
Tosh Van Der Sande (Wijnegem, 28 novembre 1990) è un ciclista su strada e pistard belga che corre per il Team Visma-Lease a Bike. Dotato di un buono spunto veloce e di una discreta resistenza in salita, è uno specialista delle classiche.

## Palmarès

### Strada
- 2008 (Juniores)

1ª tappa Giro della Toscana Juniors (Cerbaia > Cerbaia)
3ª tappa Giro della Toscana Juniors (Montecalvoli > Montecalvoli)
4ª tappa Trofeo Karlsberg
2ª tappa Münsterland Tour Juniors (Wadersloh > Wadersloh)
2ª tappa Tour d'Anvers Juniors
- 2009 (Beveren 2000)

4ª tappa Tour de la Province de Namur (Rimling > Gersheim)
- 2011 (Omega Pharma-Lotto-Davo Under-23)

1ª tappa Triptyque des Monts et Châteaux (Vieux-Condé > Quevaucamps)
3ª tappa Triptyque des Monts et Châteaux (Castello di Belœil > Tournai)
Liegi-Bastogne-Liegi Under-23
- 2016 (Lotto-Soudal, una vittoria)

2ª tappa Tour de l'Ain (Saint-Didier-sur-Chalaronne > Montréal-la-Cluse)
- 2019 (Lotto-Soudal, una vittoria)

5ª tappa Tour de Wallonie (Couvin > Thuin)

#### Altri successi
- 2008 (Juniores)

Classifica a punti Giro della Toscana Juniors
Classifica a punti Münsterland Tour Juniors
- 2012 (Lotto Belisol Team)

Classifica scalatori Driedaagse De Panne-Koksijde

### Pista
- 2008 (Juniores)

Campionati del mondo Juniors, Corsa a punti

## Piazzamenti

### Grandi Giri
- Giro d'Italia

2014: 93º
2018: ritirato (17ª tappa)
2019: 64º
- Tour de France

2021: ritirato (11ª tappa)
- Vuelta a España

2013: 127º
2015: 49º
2016: 109º
2018: 114º
2019: 65º
2020: 95º

### Classiche monumento
- Milano-Sanremo

2019: 100º
2020: 146º
2022: 99º
2024: 141º
2025: 145º
- Giro delle Fiandre

2013: ritirato
2021: ritirato
2023: ritirato
2025: ritirato
- Parigi-Roubaix

2021: 37º
- Liegi-Bastogne-Liegi

2013: ritirato
2014: ritirato
2015: ritirato
2016: 102º
2017: 55º
2018: 120º
2019: ritirato
2020: 105º
2021: 146º
2023: non partito
2024: ritirato
2025: ritirato
- Giro di Lombardia

2020: ritirato

### Competizioni mondiali
- Campionati del mondo su strada

Città del Capo 2008 - In linea Juniores: 10º
Copenhagen 2011 - In linea Under-23: 9º
- Campionati del mondo su pista

Città del Capo 2008 - Corsa a punti Juniores: vincitore

### Competizioni europee
- Campionati europei su strada

Stresa 2008 - In linea Junior: 76º
Glasgow 2018 - In linea Elite: 47º
- Campionati europei su pista

San Pietroburgo 2010 - Scratch Under-23: 5°
San Pietroburgo 2010 - Corsa a punti Under-23: 4°
San Pietroburgo 2010 - Americana Under-23: 2°
Anadia 2011 - Scratch Under-23: 5°
Anadia 2011 - Corsa a punti Under-23: 5°